# 谷川藩
谷川藩（たにがわはん）は、和泉国日根郡谷川村（現在の大阪府泉南郡岬町多奈川谷川）を居所として、江戸時代初期にごく短期間存在した藩。1606年、桑山清晴が祖父桑山重晴の遺領のうち1万石を分与されて成立したが、1609年に改易された。

## 歴史

### 前史
桑山重晴は豊臣秀長の麾下に属した武将であり、天正13年（1585年）の紀州征伐後に紀伊国が秀長に与えられると、和歌山城の城代を務めて3万石を領した。その後、文禄4年（1595年）の秀次事件の際に伏見城の守衛にあたったことが功績とされて和泉国谷川において1万石を加増された。
慶長5年（1600年）の関ヶ原の役の際、桑山重晴（治部卿法印）およびその嫡孫の一晴は東軍に属し、和歌山城を守備するとともに、西軍に属した新宮城の堀内氏善に対処した。同年、桑山重晴は致仕し、その領地4万石のうち和歌山城と2万石を一晴が継いだ。1万石は桑山元晴（重晴の次男）に与えられ、谷川1万石は重晴の所領（隠居料）とされたが、このほかに一晴が4000石、元晴が2000石を重晴の隠居料として拠出したため、重晴は合計1万6000石を隠居料として領有することとなった。

### 立藩から廃藩まで
慶長11年（1606年）、桑山重晴が死去した。重晴の養老料1万6000石のうち6000石は元晴に与えられ、1万石は桑山清晴（元晴の子）に与えられた。清晴は和泉国日根郡谷川に陣屋を置いた。『角川日本地名大辞典』・『藩と城下町の事典』は、清晴が1万石を分与されたことをもって谷川藩の立藩とする。
慶長14年（1609年）、桑山清晴は幕府から咎めを受けて蟄居処分となった。その所領はその父・桑山元晴の大和御所藩領に編入され、谷川藩は廃藩となった。

### 後史
谷川藩領を編入した御所藩は、寛永6年（1629年）に2代藩主貞晴（加賀守）が没した際、無嗣を理由として廃藩になった。

## 領地
中世、当地には興福寺領の荘園である谷川荘が所在した。和泉瓦（谷川瓦）の産地として知られた。
慶長年間（1596年 - 1615年）には「桑山氏勝」によって豊国崎寄りに谷川港が開かれた。のちに土砂の堆積を受けて、延宝3年（1675年）から元禄2年（1689年）にかけて観音崎寄りに港を移した。谷川港は漁港として機能したほか、和泉瓦や燃料用薪炭の積み下ろし地として繁栄した。

## 歴代藩主
桑山家
外様。1万石。
1. 清晴